# Приподнятый косинус (фильтр)
Фильтр с характеристикой типа «приподнятый косинус» (ФПК) — особый электронный фильтр, часто встречающийся в телекоммуникационных системах благодаря возможности минимизировать межсимвольные искажения (МСИ). Его название происходит из факта, что ненулевая часть частотного спектра его простейшей формы ({\displaystyle \beta =1}) представляет собой косинусоиду, приподнятую таким образом, чтобы она «сидела» на горизонтальной оси {\displaystyle f}.

## Математическое описание

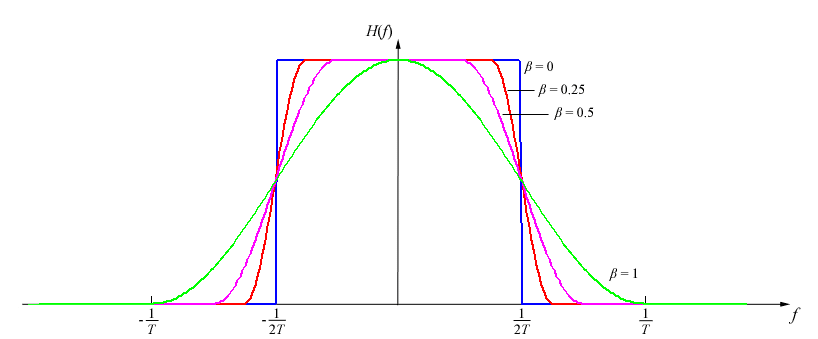
АЧХ ФПК при различных коэффициентах сглаживания

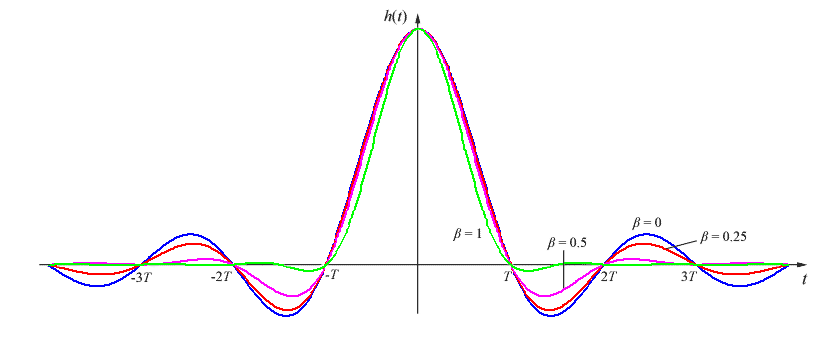
Импульсный отклик ФПК при различных коэффициентах сглаживания

ФПК является реализацией ФНЧ Найквиста, то есть обладает свойством частичной симметрии. Это значит, что его спектр обладает нечётной симметрией относительно {\displaystyle {\frac {1}{2T}}}, где {\displaystyle T} длительность символа в системе связи.
Для его описания в частотной области используется кусочная функция, заданная формулой:
{\displaystyle H(f)={\begin{cases}1.0,&|f|\leq {\frac {1-\beta }{2T}}\\{\frac {1}{2}}\left[1+\cos \left({\frac {\pi T}{\beta }}\left[|f|-{\frac {1-\beta }{2T}}\right]\right)\right],&{\frac {1-\beta }{2T}}<|f|\leq {\frac {1+\beta }{2T}}\\0,&{\mbox{otherwise}}\end{cases}}}
{\displaystyle 0\leq \beta \leq 1}
и характеризуется двумя величинами; {\displaystyle \beta } — коэффициент сглаживания, и {\displaystyle T} — величина обратная символьной скорости.
Импульсный отклик фильтра описывается формулой:
{\displaystyle h(t)=\mathrm {sinc} \left({\frac {t}{T}}\right){\frac {\cos \left({\frac {\pi \beta t}{T}}\right)}{1-{\frac {4\beta ^{2}t^{2}}{T^{2}}}}}}, в выражении через нормализованные sinc функции.

### Коэффициент сглаживания
Коэффициент сглаживания {\displaystyle \beta } — мера избыточности полосы пропускания фильтра, то есть полоса частот вне полосы Найквиста {\displaystyle {\frac {1}{2T}}}. Если обозначить избыточность полосы через {\displaystyle \Delta f}, то:
{\displaystyle \beta ={\frac {\Delta f}{\left({\frac {1}{2T}}\right)}}={\frac {\Delta f}{R_{S}/2}}=2T\Delta f}
где {\displaystyle R_{S}={\frac {1}{T}}} — символьная скорость.
На графике показана АЧХ при изменении {\displaystyle \beta } от 0 до 1, и соответствующее воздействие на импульсный отклик. Как видно, во временной области величина пульсаций увеличивается по мере уменьшения {\displaystyle \beta }. Это свидетельствует о том, что избыточность полосы фильтра может быть уменьшена, но только за счет удлинения импульсного отклика.

#### β=0{\displaystyle \beta =0}
Как только {\displaystyle \beta } достигает 0, зона сглаживания становится максимально узкой, следовательно:
{\displaystyle \lim _{\beta \rightarrow 0}H(f)=\mathrm {rect} (fT)}
где {\displaystyle \mathrm {rect} (.)} — прямоугольная функция, импульсный отклик преобразуется к {\displaystyle \mathrm {sinc} \left({\frac {t}{T}}\right)}.
Следовательно, он стремится к идеальному или прямоугольному фильтру в этом случае.

#### β=1{\displaystyle \beta =1}
Когда {\displaystyle \beta =1}, ненулевая часть спектра представляет собой чистую приподнятую косинусоиду, что ведет к упрощению:
{\displaystyle H(f)|_{\beta =1}=\left\{{\begin{matrix}{\frac {1}{2}}\left[1+\cos \left(\pi fT\right)\right],&|f|\leq {\frac {1}{T}}\\0,&{\mbox{otherwise}}\end{matrix}}\right.}

### Полоса пропускания
Ширина полосы пропускания ФПК обычно определяется как ширина ненулевой части спектра, то есть:
{\displaystyle BW=R_{S}(1+\beta )}

## Применения
Когда используется для фильтрации символьного потока, фильтр Найквиста имеет свойство устранения МСИ, так как его импульсный отклик равен 0 во всех {\displaystyle nT} (где {\displaystyle n} — целое), кроме {\displaystyle n=0}.
Таким образом, если переданный сигнал корректно дискретизирован в приёмнике, исходные значения символов могут быть восстановлены полностью.
Однако, в большинстве практических систем связи, в приёмнике должен быть использован согласованный фильтр, это обусловлено воздействием белого шума. Это вводит следующие ограничения:
{\displaystyle H_{R}(f)=H_{T}^{*}(f)}
то есть:
{\displaystyle |H_{R}(f)|=|H_{T}(f)|={\sqrt {|H(f)|}}}
Для удовлетворения этого условия и сохраняя условие отсутствия МСИ, обычно применяется корень из ФПК на каждом из концов системы связи. В таком случае, общий отклик системы представляет собой приподнятый косинус.